# OMA SUD
L'OMA SUD S.p.A. è un'azienda aeronautica italiana, che si occupa della realizzazione e dell'assemblaggio di grandi strutture di velivoli e delle lavorazioni meccaniche del comparto aeronautico.

## Storia
Quest'azienda casertana fu fondata nel 1988 come azienda aeronautica specializzata nella realizzazione e assemblaggio di grandi strutture di velivoli civili e nelle lavorazioni meccaniche-aeronautiche.
L'azienda ha la sede legale e la principale unità produttiva nell'area industriale di Capua nei pressi dell'aeroporto Oreste Salomone (dove ha sede l'aeroclub di Capua) vicino agli stabilimenti del Centro Italiano Ricerche Aerospaziali (C.I.R.A.); l'azienda occupa una superficie di 20 000 m².
Una seconda unità produttiva di 14 500 m² è ubicata nell'area industriale "A.S.I." di Caivano (NA) mentre una terza unità produttiva di 3 000 m² si trova a Trentola Ducenta (in provincia di Caserta).

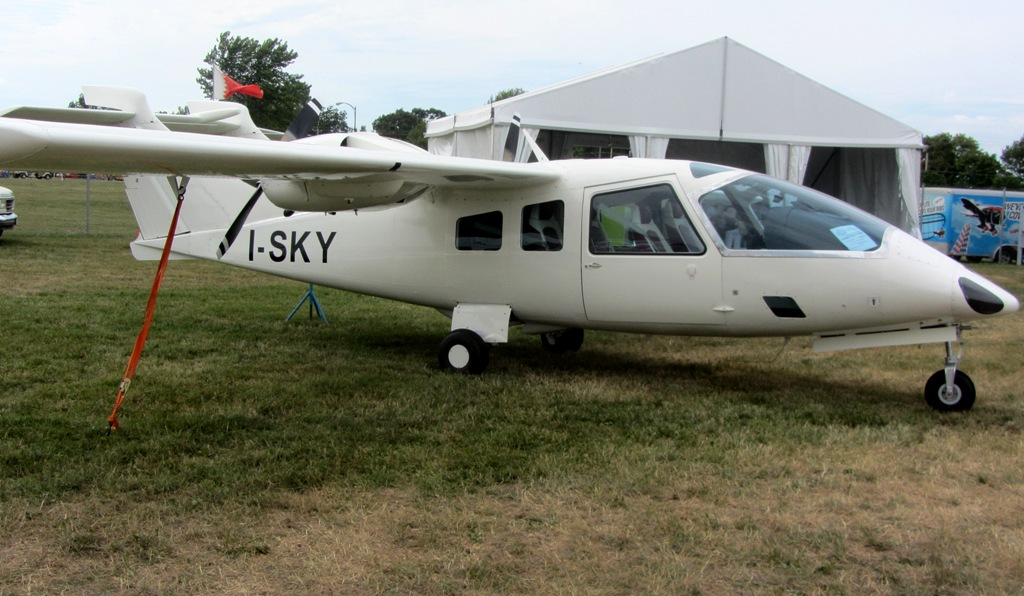
Lo SkyCar.

L'OMA SUD ha sviluppato, dalla fine degli anni novanta, notevolmente le proprie potenzialità industriali, associando capacità di sviluppo di tecnologie di fabbricazione, di progettazione e di ingegneria di produzione alle originarie capacità strettamente realizzative.
Nel 2003 avviene il cambio della proprietà e dei vertici aziendali. Infatti quest'anno rappresenta un momento fondamentale per l'evoluzione dell'azienda, in quanto viene deciso il lancio di un nuovo ambizioso programma: lo sviluppo, la progettazione, la realizzazione e la certificazione di un nuovo velivolo bimotore leggero multiruolo, lo SkyCar.
L'obiettivo della OMA SUD era quello di dotarsi di un prodotto a marchio proprio e ritagliarsi un ruolo rilevante nel mercato mondiale dell'aviazione generale. Per ottenere ciò l'attenzione del nuovo management si focalizzò principalmente sul rafforzamento del proprio staff tecnico, incrementandolo sia sul piano quantitativo che su quello qualitativo.

## Velivoli prodotti
- SkyCar